# Julius Schomburg
Julius Anton Schomburg (* 19. April 1817 in Kassel; † 1. November 1896) war ein deutscher Landrat, Staatsminister und Mitglied des Landtags von Sachsen-Weimar-Eisenach.

## Leben
Julius Schomburg wurde als Sohn des Landtagspräsidenten Karl Schomburg (1791–1841) und dessen Ehefrau Dorothea Helmuth (1797–1861) geboren.
Nach dem Besuch des Fridericianums Kassel und dem Abitur am Gymnasium Rinteln absolvierte er ein Studium der Rechtswissenschaften an der Philipps-Universität Marburg (Mitglied im Corps Teutonia zu Marburg) und der Georg-August-Universität Göttingen (Mitglied im Corps Brunsviga Göttingen). 1840 promovierte er mit der Dissertation „de turbitudine seu infamia facit“ zum Dr. jur., nachdem er zuvor ohne Begründung nicht für den hessischen Staatsdienst zugelassen worden war. Im selben Jahr trat er in die Dienste des Herzogs von Gotha-Coburg und wurde Akzessist beim Justizamt Liebenstein und Aktuar im Forst- und Bergamt Liebenstein bei Gotha und später in Zella.
1848 wechselte er zur Regierung in Kassel, wo er mit  Sitz und Stimme im Kollegium vertreten war. Zum Assessor ernannt,
hatte er bis 1850 das Amt des Referenten bei der Oberen Bezirksbehörde Kassel inne.
Im selben Jahr übernahm er als Vorstand die Leitung des Landratsamtes Hofgeismar, wurde bereits nach kurzer Zeit entlassen und wechselte 1851 als Referent zum Großherzoglich Sachsen-Weimarischen Staatsministerium.
Dieses Amt bekleidete er bis 1865, als er Referent im Departement des Innern und Direktor des ersten Verwaltungsbezirks wurde.
Nach sechsjähriger Tätigkeit kam er in das Departement des Äußeren und Innern, wo er auch Direktor der Landeskreditkasse war. 1874 zum Ministerialdirektor aufgestiegen, wurde er 1877 zum Staatsrat ernannt.
1886 ging er als Geheimer Staatsrat in den Ruhestand, blieb danach weiterhin Mitglied und Vorstandsvorsitzender der Landeskreditkasse.
Von 1868 bis 1874 hatte er ein Mandat im Landtag von Sachsen-Weimar-Eisenach. Für den 20. Landtag verzichtete er auf eine Kandidatur.

## Öffentliche Ämter
- Ab 1849 Mitglied der Kasseler  „Abendunterhaltung“
- 1863 Stadtverordneter in Gotha

## Auszeichnungen
- Geheimer Finanzrat[4].
- Geheimer Regierungsrat
- Kronenorden IV. Klasse

## Schriften
- Der permanente landständische Ausschuss in Kurhessen vor dem Kriegsgericht (1851)